# 4970 Друян
4970 Друян  (4970 Druyan) — астероїд головного поясу, відкритий 12 листопада 1988 року.
Тіссеранів параметр щодо Юпітера — 3,504.